# Ada Milea
Ada Milea (nascuda el 5 d'agost de 1975, a Târgu Mureş, Transsilvània) és una actriu i cantant romanesa. Estudiant de batxillerat a Bistriţa per una branca científica, en arribar a l'ensenyament superior faria una opció educativa radicalment diferent, quan es matriculà a la Universitatea d'Artă Teatrală de Târgu Mureş. Arribaria a accedir al planter del Teatrul Naţional de Târgu Mureş com a actriu, abans d'esdevenir artista independent, passa que faria després d'un breu sojorn al Canadà treballant per al Cirque du Soleil.
Procedent d'una zona del país on la població hongaresa i la romanesa es troben en equilibri demogràfic, cruïlla de no pocs conflictes ètnics entre romanesos i magiars, ha escrit algunes cançons cridant a la reconciliació interètnica, com ara Cântec pentru reconciliere etnică ("Càntic per la reconciliació ètnica"), del seu primer disc, o Magyar song, on fa servir una barreja de llengües.
Avui és una de les figures més importants de l'escena alternativa i underground de la música romanesa de Bucarest, on rau la major part de l'any.

## Música per a teatre
Com a compositora escrigué música per a nombrosos muntatges teatrals a diversos teatres de Romania:
- Al Teatrul Odeon: 
  - "Aventurile lui Habarnam" ("Les aventures d'Habarnam") de Nikolai Nosov, dirigida per Alexandru Dabija;
  - "De ce fierbe copilul în mămăligă" ("Per què bull el nen en polenta?") d'Aglaja Veteranyi, dirigida per Radu Afrim;
  - "Chip de foc" ("Cara de foc") de Marius von Mayenburg, dirigida per Felix Alexa;
  - "Şefele" ("Els cappares") de Werner Schwab, dirigida per Sorin Militaru;
- Al Teatrul Bulandra:
  - "Trilogia Belgrădeană" ("Trilogia de Belgrad") de Biljana Srbljanović, dirigida per Theodor Cristian Popescu;
  - "Scaunele" ("Les cadires") d'Eugen Ionescu, dirigida per Felix Alexa;
- Al Teatrul Naţional din Târgu Mureş:
  - "Eu, când vreau să fluier, fluier" ("Jo, quan vull xiular, xiulo") d'Andreea Vălean, dirigida per Theodor Cristian Popescu;
  - "Micul Prinţ" ("El petit príncep") d'Antoine de Saint-Exupéry, dirigida per Cornel Popescu;
- Al Teatrul Naţional din Timişoara:
  - "Crima din strada Lourcine" ("L'assassinat del carrer Lourcine"), adaptació de "L'affaire de la rue de Lourcine" d'Eugène Labiche, dirigida per Felix Alexa;
- Al Teatrul Nottara:
  - "Leonce şi Lena" - muntatge de "Leonce und Lena" de Georg Büchner, dirigida per Felix Alexa;
- Al Teatrul Luni de la Green Hours:
  - "No Mom's Land" adaptació lliure de "First love" ("Primer amor") de Samuel Beckett, dirigida per Radu Afrim;
  - "America-ştie-tot" ("Amèrica ho sap tot") de Nicole Duţu, dirigida per Radu Afrim;
- Al Teatrul Naţional Bucureşti:
  - "Neînţelegerea" - muntatge de "Le malentendu" ("El malentès") d'Albert Camus, dirigida per Felix Alexa.

## Discografia
La discografia d'Ada Milea consta principalment de discs d'estudi originals, composts i pensats exclusivament com a tal, i de discs pouats en la música que escrigué per a obres teatrals on de vegades intervenia així mateix com a actriu, d'altres cops només hi executava la música. En aquest darrer cas normalment són els textos de l'autor dramàtic triat qui infanten més o menys modificats i/o adaptats lliurement el disc pròpiament dit. La música, de l'autoria de na Milea, s'hi conjumina i s'ajova.
| Any  | Àlbum                            | Segell discogràfic         |
| ---- | -------------------------------- | -------------------------- |
| 1997 | Aberaţii sonore                  | Fundaţia Culturală Phoenix |
| 1999 | Republica Mioritică România      | Intercont Music            |
| 2002 | No Mom's Land                    | Green Records              |
| 2003 | Absurdistan                      | Intercont Music            |
| 2003 | De ce fierbe copilul în mămăligă | Intercont Music            |
| 2003 | Apolodor                         | A&A Records                |
| 2004 | Quijote                          | A&A Records                |
| 2006 | Quixote (English version)        | A&A Records                |
| 2007 | Nasul                            | A&A Records                |
| 2008 | Inventar                         | A&A Records                |

## Premis i guardons
- "Premi especial del jurat" al Festivalul International de Teatru de la Piatra-Neamţ per la música del muntatge "Eu, cand vreau să fluier, fluier" ("Jo, quan vull xiular, xiulo") d'Andreea Vălean, dirigida per Theodor Cristian Popescu;
- "Premi especial del jurat" al Festivalul HUMORROR per la música de l'espectacle "Trilogie belgradeană" ("Trilogia de Belgrad") de Biljana Srbljanović, dirigida per Theodor Cristian Popescu;
- "Premi de la crítica" a la Gala UNITER 2006;
- "Premi especial per la música teatral" a la Gala UNITER 2008.